# Ciclopentilamina
Ciclopentilamina é uma amina primária, em que um grupo amino está ligado ao ciclopentano.